# 永田雅規
永田 雅規（ながた まさき、1972年8月13日 - ）は、日本のダンサー、ソングライター、音楽家、『仮面女子』プロデューサー。東京都江戸川区小岩出身。

## 概要
東京都立墨田工科高等学校に在学中、日本テレビ『天才・たけしの元気が出るテレビ!!』の『高校生制服対抗ダンス甲子園』に同じ高校の田中傑幸、小笠原秀春、竹原世連と共にダンスチーム『れいかん・やまかん・とんちんかん』として東京代表で出場、第2回全国大会準優勝。その後、川崎ルフロンダンスコンテスト、JAPAN DANCE DELIGHT、マクドナルドダンスコンテストなど、数々のダンスコンテストにて入賞。DMC JAPAN DJ CHAMPIONSHIPS、JAPAN DANCE DELIGHT、DANCE FIELD、JAPAN LOWRIDER SHOW（幕張、名古屋、仙台、福岡）、青山NIGHTなど、数々のヒップホップ・イベントのメインMCから結婚披露宴の司会もこなす。
1997年にミクスチャーバンド『JINDOU』を結成、リーダーとしてラップとダンスを担当。同時に音楽の勉強を始める。1998年、アミューズ入所。2000年、アミューズ退所、インディーズへと転向。路上ライブ/ライブハウスで全国年間300本のライブ活動を行い、歌とラップを融合したミクスチャー・ロック・サウンドにダンスパフォーマンスを取り入れた独自スタイルのバンドで、空中浮遊をはじめ数々のイリュージョン、ストンプなど、あらゆるエンターテインメントを盛り込んだステージングを展開。武井壮は2004年 - 2005年、JINDOUの専属バックダンサーであった。個人ではレギュラーラジオ番組2本（東海ラジオ放送、エフエム富士）、音楽雑誌連載、『秘伝!JINDOU流 合コンで勝てる本』出版。
2002年にまぶだちレコードからリリースした『なごり雪～パンクバージョン～』がインディーズチャート4位、総合チャート17位を記録し、アニメ『ボボボーボ・ボーボボ』の主題歌『WILD CHALLENGER』がオリコンインディーズチャート2週連続1位を記録。テレビ朝日『ストリートファイターズ』レギュラー出演。
2004年ユニバーサルミュージックよりメジャー・デビュー。2004年度の日本ゴールドディスク大賞にて『新人賞』を受賞。8月ロックフェス『SUMMER SONIC幕張メッセ』出演。11月『遊戯王GX』主題歌『快晴・上昇・ハレルーヤ』リリース。
2005年に別ユニットとして秋葉原系ダンスグループ『A-BOYS』を結成。リーダー『秋葉薔薇夫』（あきはばらお）として活動。キングレコードよりシングル『奴レボリューション』をリリース。スフィアリーグ『TEAMミスマガジン』のサポーター代表も行った。永田の後輩達が立ち上げた東京下町の劇団『したまち（劇）過激団』と共に、最初で最後の『A-BOYSワンマンライブ』を六本木morph-tokyoで開催。歌とダンスと芝居を融合させた内容で、JINDOUのボーカル宮下昌也、ギター宮下浩司が友情出演。12月4日、JINDOU解散ライブ。
2006年2月10日、JINDOUのボーカル宮下昌也、ギター宮下浩司と共にベース川上武巳、ドラムス森本昌希を加えバンドスタイルを確立し、MJを結成。
2007年1月から1年間、大和ラジオ放送にてレギュラー番組「MJの11PM」のメインパーソナリティに就任。同番組のスポンサー東京葬祭のCMソング、MJの楽曲「Rest in peace」は永田の作詞。7月、AcQuA EP(改名後:AGE-OF-EP)東名阪ツアーのステージ演出を担当、『Lead』の楽曲『海』のラップ詞担当。
2008年2月1日より「あっ!とおどろく放送局」「AGE OF EPSeijiのうぶ毛の時間（木曜夜8時）」に構成作家兼「銭原ケニー」名義で出演。2月13日発売のキャバクラのコンピレーション・アルバム「キャバトラ」作詞・作曲。『伽場倉男』（キャバ クラオ）として歌で参加。4月より兵庫エフエム放送『22世紀少年Seiji』に構成作家兼「銭原ケニー」名義で出演。
2009年、『Juliet』の楽曲『クリスマス★ベル』ラップ詞、『R.I.P』作詞担当。
2010年、ファッションモデル森麻耶が歌う楽曲、育成ゲーム『ボテン君』のテーマソング『ボテンHAPPY』作詞・作曲。
2011年よりアリスプロジェクトのマネージャー兼クリエイターとして『アリス十番』の楽曲制作、舞台演出担当。
2013年、秋葉原のアリスプロジェクト常設劇場『P.A.R.M.S』オープン。『アリス十番』『仮面女子』『スチームガールズ』『アーマーガールズ』『OZ』『ぱー研!』『スライムガールズ』その他の派生ユニットで365日毎日公演中。

## 主な制作楽曲
- WEST.
  - パリピポアンセム(作詞・作曲)
- 仮面女子
  - XTREME☆GIRL(作曲)
  - Bestie☆(作曲)
  - SUPER☆SOUL(作曲)
  - DEAR☆PAIN(作曲)
  - ファンファーレ☆(作曲)
  - UP☆T～アップテンション～(作詞・作曲)
  - RIOT☆DAISY(作曲)
  - 爆音☆ウェーイ(作曲)
  - 灯火☆MYSELF(作曲)
  - 快晴・上昇・ハレルーヤ(RAP作詞)
  - KAMEIDO☆C'ROCK(作曲)
  - 全開☆ヒーロー(作曲)
  - 元気種☆(作曲)
  - 大冒険☆(作曲)
  - 大!逆!転!(作曲)
  - 仮面大陸～ペルソニア～(作曲)
  - STORY☆(作曲)
  - POPPING☆SUMMER(作曲)
  - 先陣☆CUTTER(作曲)
  - LOCK☆UP(作曲)
  - VILLAGE☆VANGUARD☆BABY(作詞・作曲)
  - 夏だね☆(作詞・作曲)
  - マリン☆ロード(作詞・作曲)
  - ハル・メギド(作曲)
  - Wohhhh!!!!☆(作曲)
  - ぱらだいすいーつ(作曲)
  - BURN☆BURN☆BEANS(作曲)
  - キズナノチカラ(作曲)
  - さそり座の女(一部作曲)
  - なごり雪(RAP作詞)
  - ドンドン☆ハッピー(作詞・作曲)
  - KAPPA☆ROCK(作詞・作曲)
  - 全開ブラザー(RAP作詞)
  - WILD CHALLENGER(RAP作詞)
  - BLOODY☆SPLATTY(作曲)
  - 爽快☆エクスタシー(作曲)
  - 一緒に泣くよ キスして眠ろう(作曲)
- メノニューイヤー
  - ええじゃ☆NIGHT(作曲)
  - 好き好き☆WEEKEND(作曲)
  - OMDT☆(作曲)
- チキータ
  - CHEEKY☆LOVE☆GANG(作曲)
- ちぃたん☆ぼんばーず
  - 屁凸(作曲)
- アリス十番
  - ハピ☆バデ(作曲)
  - 最強☆サマー(作曲)
  - ジャンピン☆ベイベー(作詞・作曲)
  - 負けないで☆(作曲)
  - MAD-CROC☆BANGING(作曲)
  - マイ☆メン(作曲)
  - スーパー☆ストレート(作曲)
  - 記憶色(作曲)
- スチームガールズ
  - 星たちよ☆(作曲)
  - sexy☆rabbit(作曲)
  - 水色のパノラマ(作曲)
  - COLOR☆DAY(作曲)
  - LOVE☆WAVE(作曲)
  - ハピ☆ラキ(作曲)
- アーマーガールズ
  - オー☆シャンゼリゼ(一部作詞・一部作曲)
  - MY☆LIFE(作曲)
  - パレヱドロンド(作曲)
  - PROUD☆KNIGHT(作曲)
- イースターガールズ
  - 無限☆夢尽-Belive-(作曲)
  - ペパロニ☆ウエスタン(作曲)
  - OHHH☆YEAHHH!!!(作曲)
- 仮面女子候補生
  - 煌☆kirameki(作曲)
  - ダイナマイトに火をつけろ!(作曲)
- 仮面女子候補生WEST
  - ブルー☆スカイ(作曲)
  - GOGO☆WEST(作曲)
- kiraboshi
  - 星の降る夜(作曲)
- Prism
  - ラプラポ～冬のプリズム～(作曲)
  - 青春宝石(作曲)
- ぴゅあふる
  - OHHH☆YEAHHH!!!(作詞・作曲)
- ほわいと☆milk
  - 下呂っ娘☆きゅるん(作曲)
- ポイサン委員会
  - 納豆☆FOREVER(作詞・作曲)
  - ピーマンにんじん☆ロケンロー(作詞・作曲)
- OZ
  - OVER THE RAINBOW(作曲)
- トッピング☆ガールズ
  - TSUKEMEN☆LOVE(作詞)
  - つけMEN☆極MEN(作曲)
  - TSUKEMEN☆最強(作詞・作曲)
  - TSUKEMEN☆青春(作詞・作曲)
  - ラーメン☆LOVE(作詞・作曲)
  - ラーメン☆大革命(作詞・作曲)
  - ラーメンつけ麺☆パラダイス(作曲)
- 落花生娘
  - 八街☆落花生のうた(作詞・作曲)
  - 八街☆音頭(作詞・作曲)
- 小山You-Enchieeeeeez
  - おやまぁ！小山You-Enchieeeeeez(作曲)
- アレアガールズSG
  - HUNGER☆WANDER☆SQUAR(作曲)
- 肉汁ガールズ
  - ギョーから☆NIPPON(作曲)
  - 肉汁☆NIPPON(一部作詞・作曲)
- 無限女子
  - Shining Road～楽しいことを全力で!～(作曲)
- カタクリ娘(コ)伝説
  - My☆Dear(作曲)
- スリジエ
  - ジョバンニ☆(作曲)
  - 春風☆プリエール(作曲)
- スリジエ候補生
  - Treasure☆Green(作曲)
- カランコエ
  - DISCO☆MAGIC(作曲)
- アイドル育成シミュレーションゲーム『Idol Manager』
  - Dreaming Days(作曲)
  - Masquerade Nights(作曲)
- Teen’sHeaven
  - Love you , Only you(作曲)
- シークレットシャノワール
  - 明日へ(作曲)
  - FREEWAY(作曲)
  - ミライの地図(作曲)
- B!JOUXXX
  - GLOOMY☆爆AGE〜ロンリーぴえん系で何が悪い〜(作曲)
- Party chuuuN!
  - SAIHATE(作曲)
- かなでももこ
  - 福音-GOSPEL-(作曲)